# Une colombe
Une colombe è una canzone della cantante canadese Céline Dion, pubblicata nel giugno 1984 in Canada come primo singolo promozionale dell'album Mélanie.

## Contenuti e riconoscimenti
La canzone parla di un mondo pieno di pace, amore e amicizia, una canzone scritta appositamente per la visita di Papa Giovanni Paolo II avvenuta in Canada. L'11 settembre 1984 Céline davanti a 65.000 persone e al Pontefice, cantò Une colombe durante l'incontro avvenuto allo Stadio Olimpico di Montréal, in Québec. Il singolo fu pubblicato insieme alla versione strumentale della stessa canzone, inserita sul lato B del disco.
Une colombe, nel 1985, vinse due Félix Award, nelle categorie Miglior Singolo più venduto dell'Anno e Canzone Pop dell'Anno.

## Successo commerciale
Il singolo fu un successo commerciale soprattutto in Canada, dove Il 30 giugno 1984 entrò nella Quebec Singles Chart e raggiunse la seconda posizione della classifica, trascorrendo quarantaquattro settimane in totale. Dopo aver venduto oltre 50 000 copie in Canada, il singolo fu certificato disco d'oro nel novembre 1984.

## Formati e tracce
LP Singolo 7'' (Canada)
1. Une colombe – 3:10 (Marcel Lefebvre, Paul Baillargeon)
2. Une colombe (Version Instrumentale) – 3:10 (Lefebvre, Baillargeon)

## Classifiche
| Classifica (1984) | Posizione massima raggiunta |
| ----------------- | --------------------------- |
| Québec (ADISQ)    | 2                           |